# چلوریس

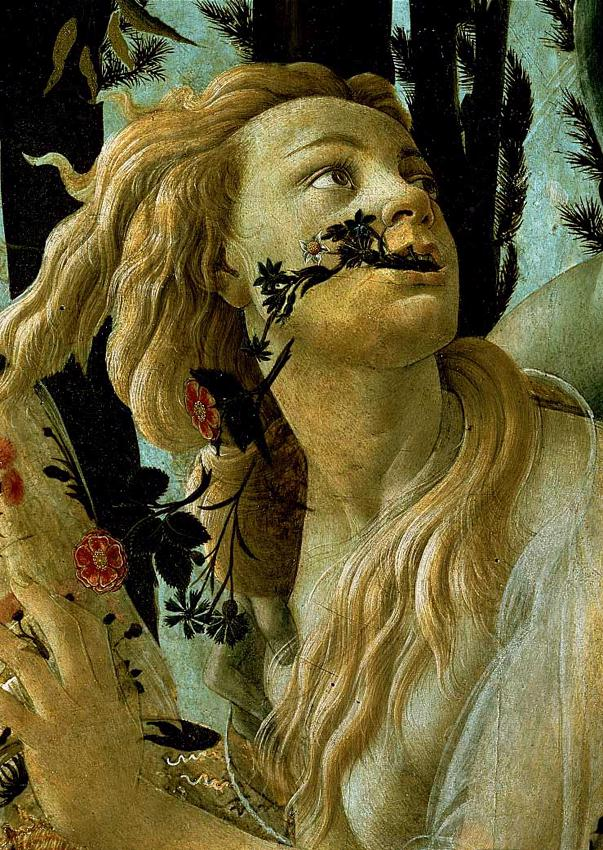
زنی که از نفس‌هایش گل‌های رز بهاری می‌افشاند، می‌گوید: «من چلوریس بودم، او که اینک فلورا نامیده می‌شود.» (اووید)

در اساطیر یونان، قصه‌های بسیاری در مورد چهره‌هایی به نام چلوریس یا شلوریس وجود دارد(«خلوریس» یا Χλωρίς، از «خلوروس» یا همان: "Khloros" یا χλωρός، که به معنای «زرد مایل به سبز»، «سبز رنگ پریده»، «رنگ پریده»، «زرد کمرنگ» یا «بی حال و بی نمک» می‌باشد، گرفته شده‌است). این چهره‌ها در برخی از داستانها، بوضوح به شخصیت‌های مختلف و متفاوت از یکدیگر اشاره دارند؛ اما داستان‌های دیگری نیز وجود دارند که ممکن است در آنها ارجاع به همان چلوریس صورت گرفته باشد، هرچند که در جزئیات این داستان‌ها نیز، اختلاف نظرهایی وجود دارد.

## چلوریس (حوری)
چلوریس یک نیمف یا حوری بود که با بهار، گل‌ها و رشد و رویش جدید همراهی داشت. معادل رومی او، الهه یا ایزدبانویی به نام فلورا بود. او توسط زفیر یا همان باد صبا که خدای بادهای غرب بود ربوده شد (آن‌ها بعدها با یکدیگر ازدواج کردند).

## چلوریس (ملیبوئا)

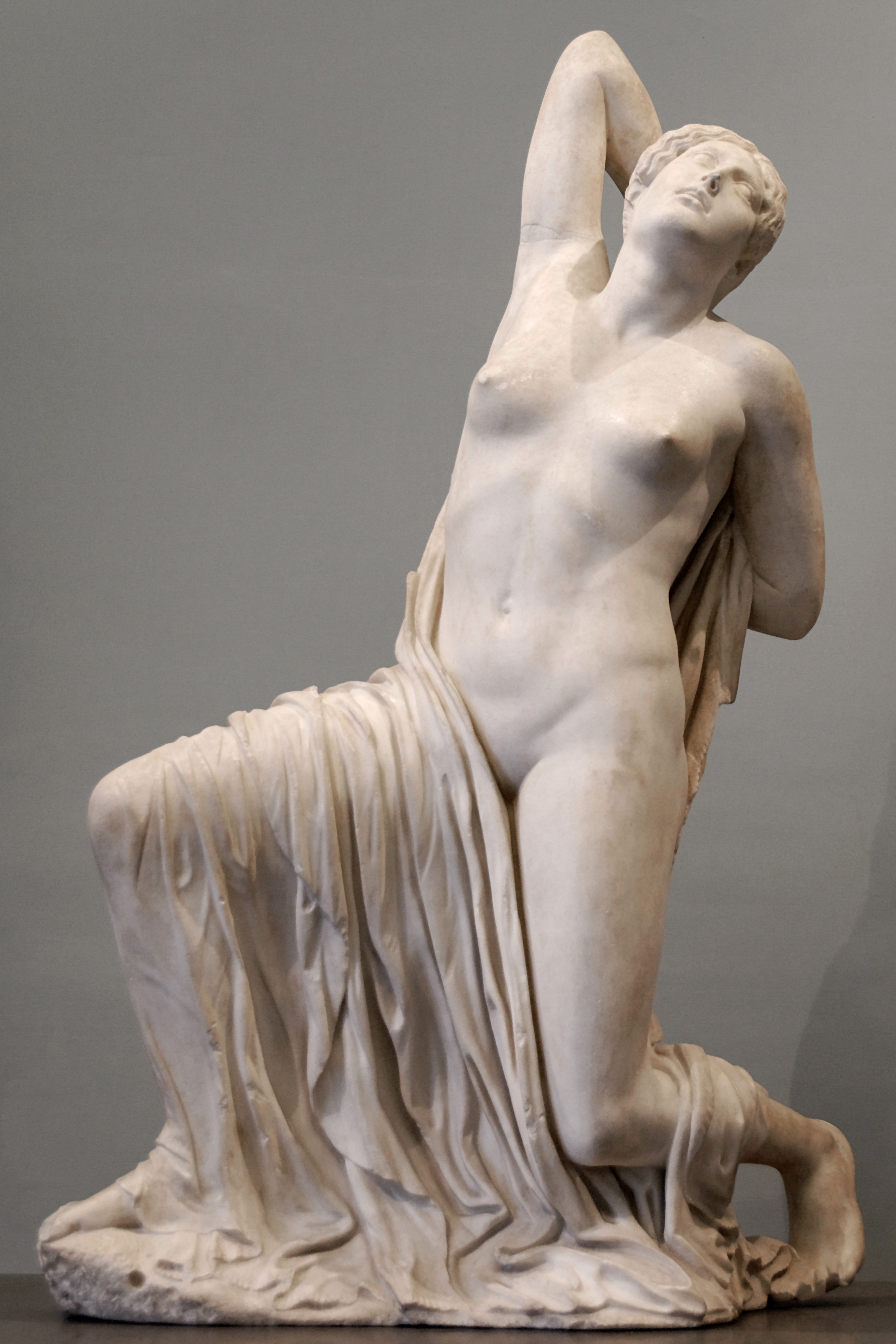
مجسمه نایوبیدز

ملیبوئا یکی از چهارده فرزند نایوبی و آمفیون محسوب می‌شد (نایوبیدز) و تنها فرد (یا یکی از دو فردی) بود که هنگامیکه آرتمیس و آپولو، نایوبیدز را به مجازات توهین نایوبی به مادرشان لتو کشتند، بخشوده شد. دلیل این امر، این بود که او تعداد زیادی بچه داشت امّا لتو تنها دارای دو فرزند بود. ملیبوئا از بابت این مصیبت چنان وحشت زده شد، که برای همیشه به موجودی رنگ پریده تبدیل گردید و نام او نیز بدین ترتیب تغییر نمود و به چلوریس (به معنای فرد رنگ پریده) تغییر یافت.به همین دلیل است که در اودیسه اثر هومر به چلوریس اشاره شده‌است. (کتاب ۱۱، خطوط ۲۸۱-۲۹۶).
او بعدها با نلئوس ازدواج کرد و در پیلوس به ملکه مبدّل گشت. آنها صاحب تعداد زیادی پسر از جمله نستور، الاستور و کرومیوس و همچنین یک دختر بنام پرو شدند. چلوریس همچنین هنگامیکه با نلئوس ازدواج کرد، یک پسر دیگر نیز، به نام پریکلایمنوس داشت، هر چند که در برخی از روایات، پدر پریکلایمنوس، پوزئیدون معرفی شده‌است. (خود پوزئیدون پدر نلئوس بود). پوزئیدون به پریکلایمنوس توانایی داد که با آن وی می‌توانست به هر حیوانی تبدیل شود. سایر بچه‌های او عبارت بودند از: تاوراس، آستریوس، پیلائون، دیماخوس، اوریبیوس، فراسیوس، اوریمنس، اواگوراس و اپی لائوس.
گفته می‌شود که اودیسئوس در جریان سفر خود به هادس، با چلوریس مواجه شده‌است. (اودیسه هومر، ۱۱ ، ۲۸۱).

## چلوریس (مادر موپسوس)
چلوریس با آمپیکس بینا (پسر الاتوس)ازدواج کرد و از او صاحب فرزندی به اسم موپسوس شد که او نیز به صفت بینا مشهور شد و بعدها به آرگونات‌ها پیوست.